# Correzzola
Correzzola là một đô thị thuộc tỉnh Padova vùng Veneto, located about 30 km về phía tây nam của Venezia và cách khoảng 25 km về phía đông nam của Padova. Tại thời điểm ngày 31 tháng 12 năm 2004, đô thị này có dân số 5.506 người và diện tích 42.5 km².
Correzzola giáp các đô thị: Agna, Candiana, Chioggia, Codevigo, Cona, Pontelongo.